# Gerebics Sándor

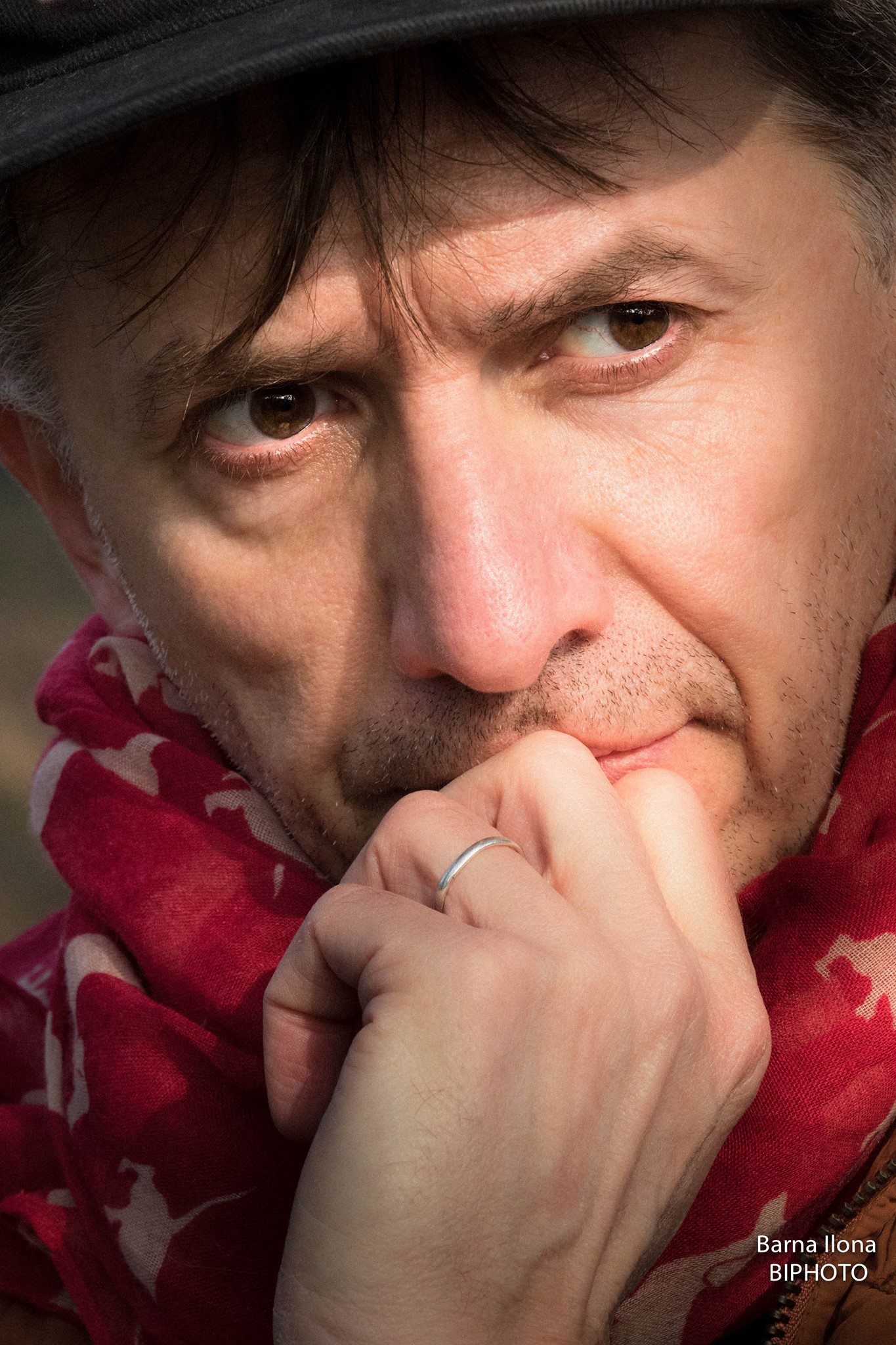
Gerebics Sándor

A Carte Rouge című film moziplakátja

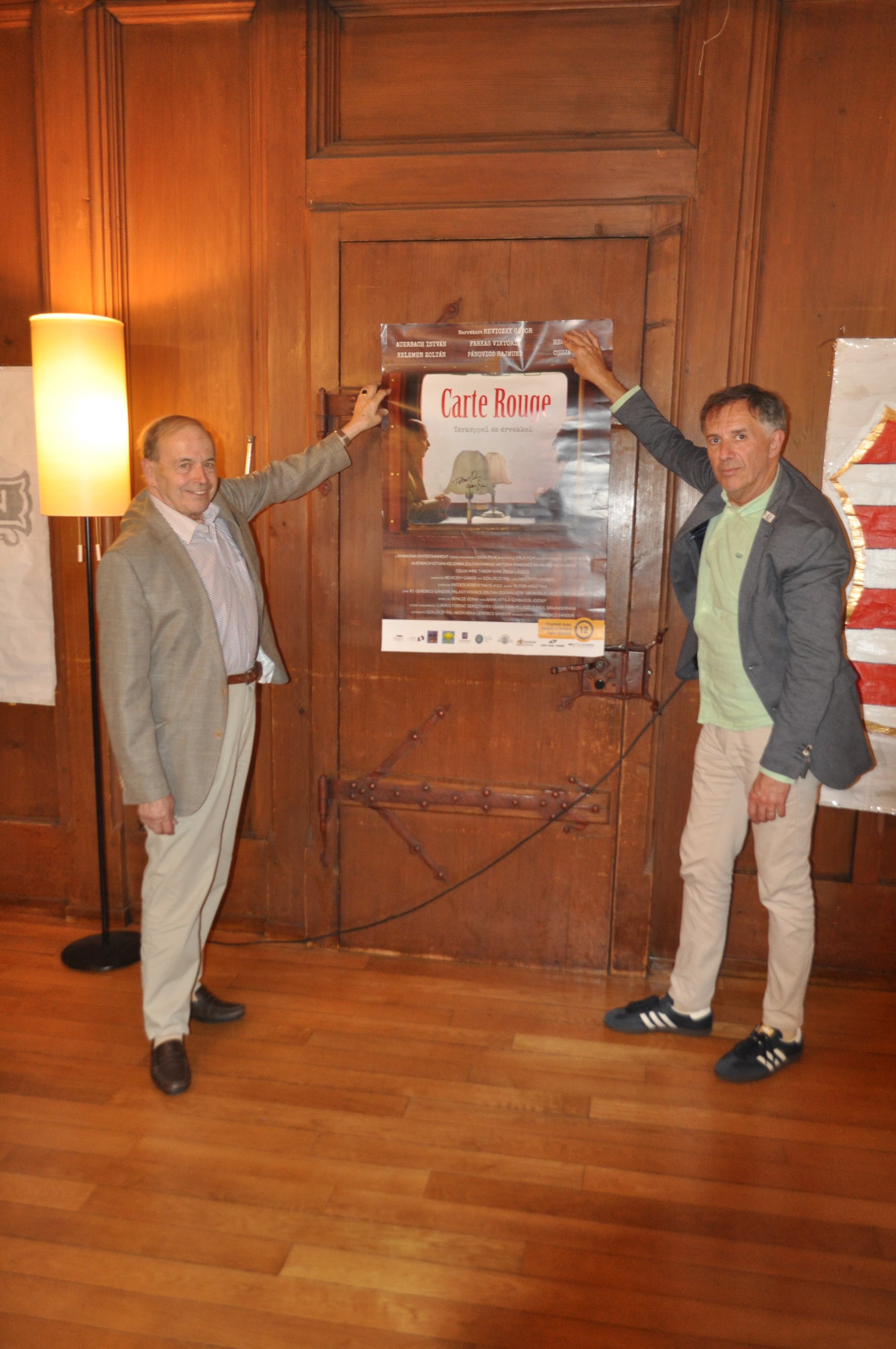
Gróf Teleki Miklós és Gerebics Sándor Bázelben, a Carte Rouge díszbemutatóján (2025. június 7.)

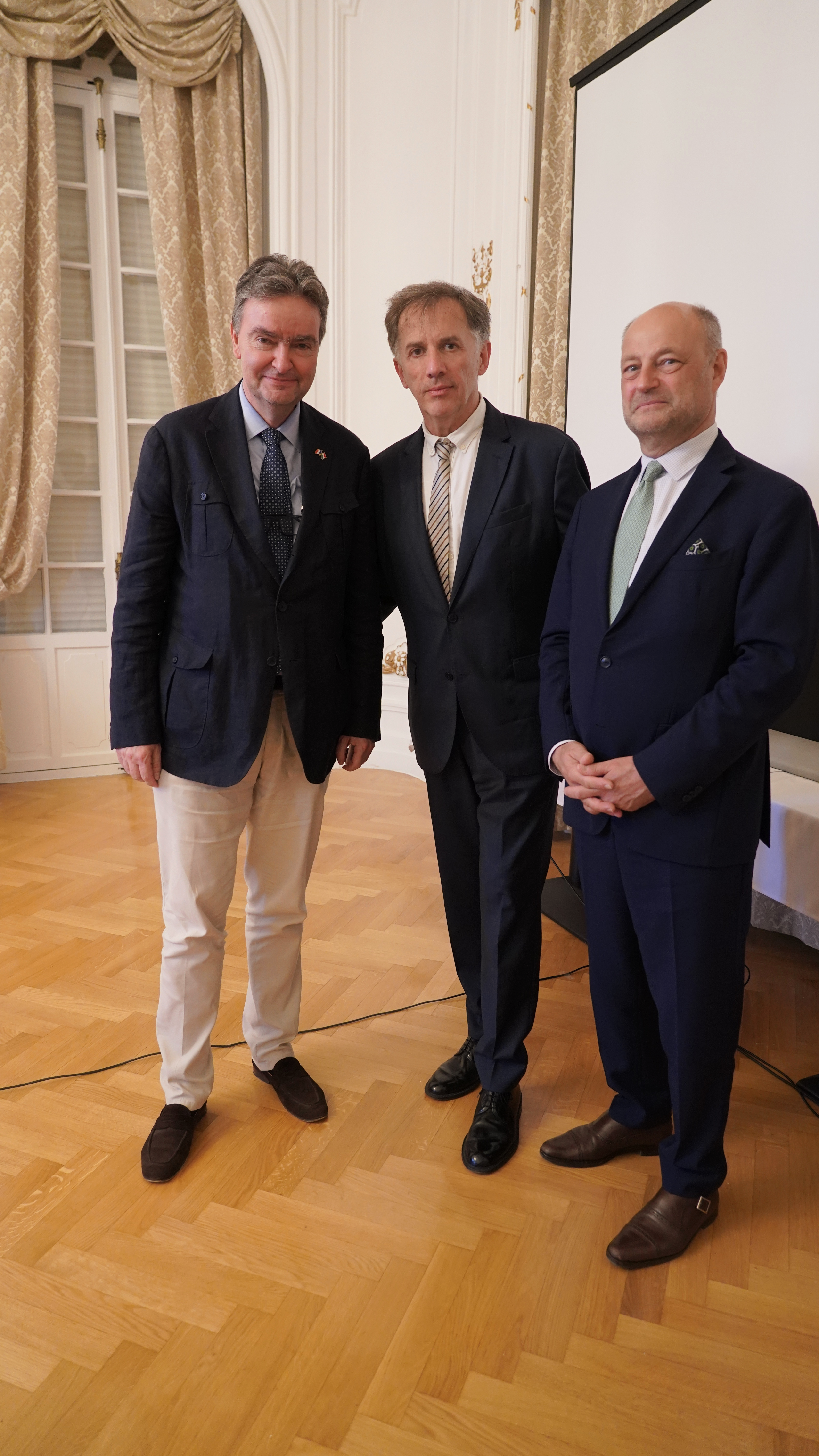
Őexcellenciája Habsburg György nagykövet úr, Gerebics Sándor filmrendező, producer és a Belga Királyság nagykövete Őexcellenciája Jo Indekeu úr a Carte Rouge díszbemutatóját követő fogadáson (Párizs, 2025. június 23.)

Gerebics Sándor (Budapest, 1969. január 13. –) Balázs Béla-díjas magyar filmrendező, filmproducer, forgatókönyvíró, televíziós- és rádiós műsorvezető, szerkesztő, riporter, fotográfus, tanító, rajztanár.

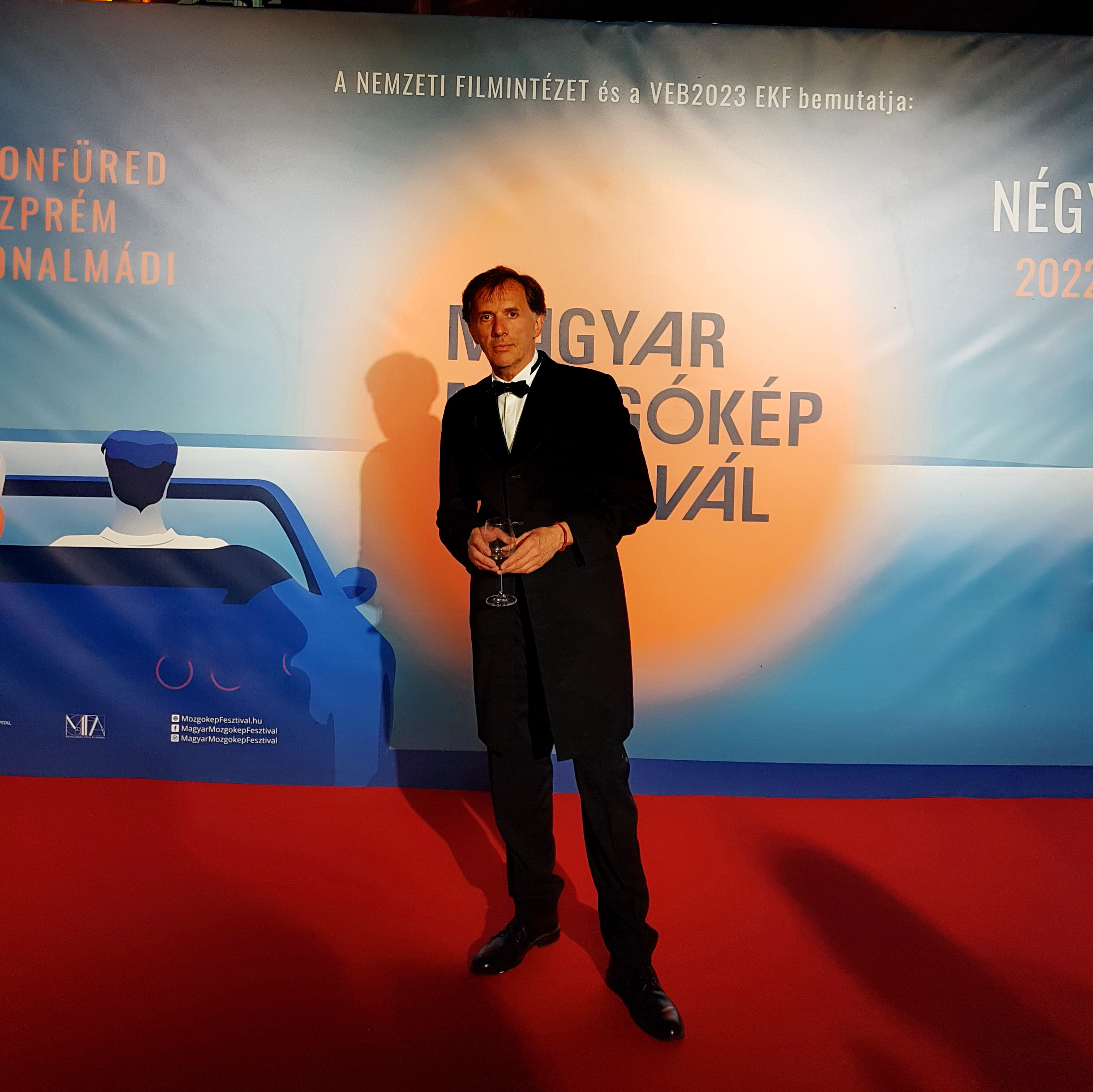
Magyar Mozgófilm Fesztivál (Veszprém, 2022)

Az Indiai esküvő (Wedding In India) című film utcai citylight plakátja

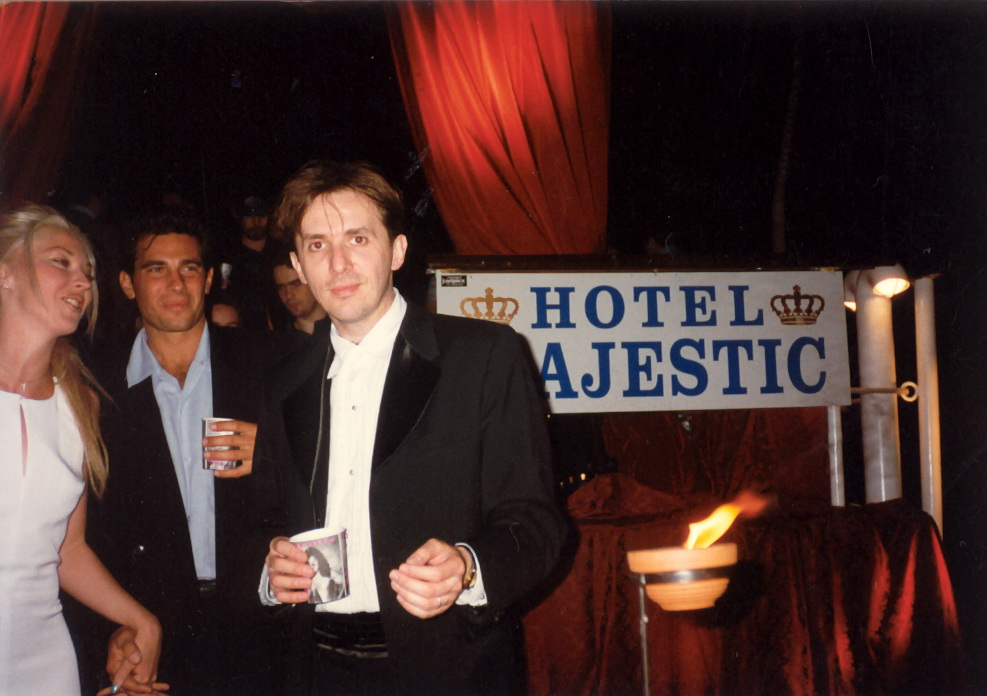
Cannes-i Filmfesztivál

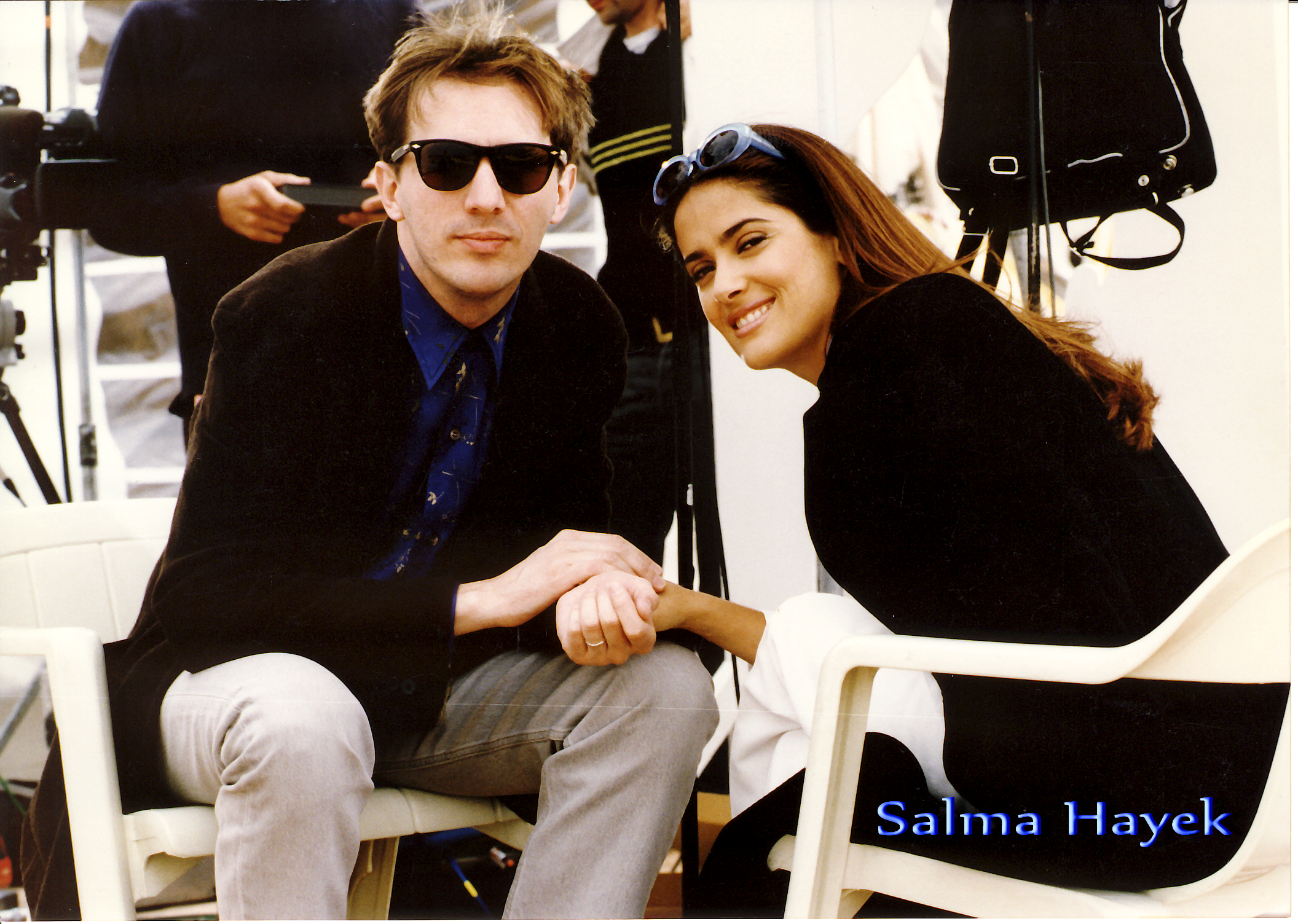
Salma Hayek színésznővel (Cannes)

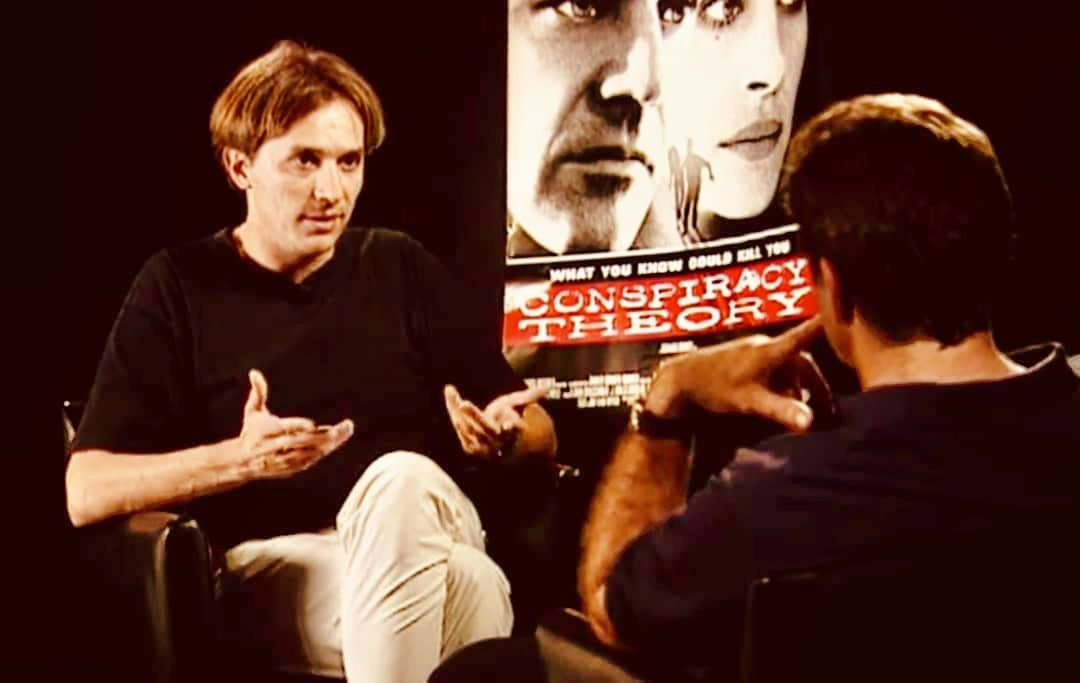
Mel Gibson kétszeres Oscar és Golden Globe díjas ausztrál színész, filmrendezővel (The Dorchester, London)

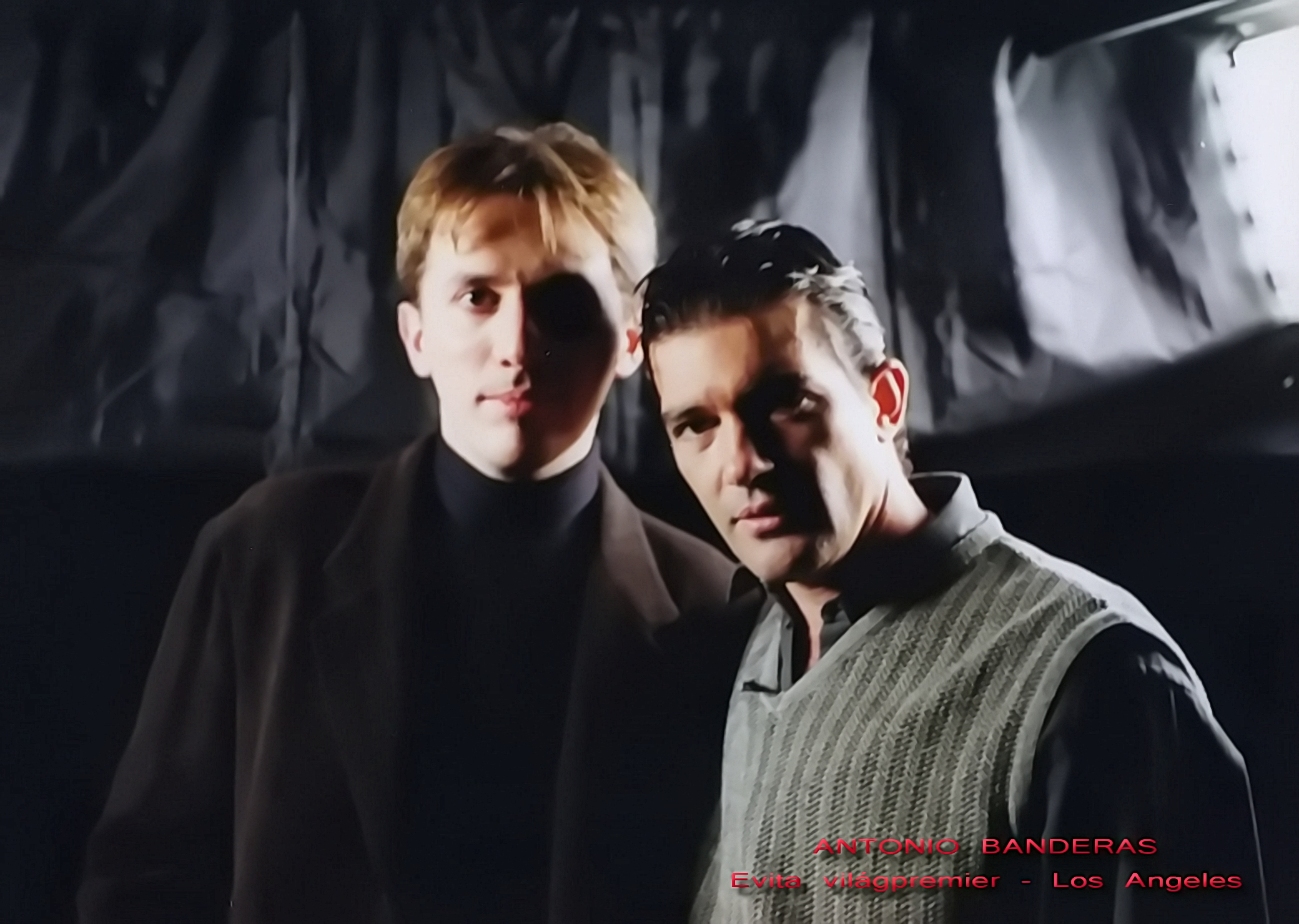
Antonio Banderas színész, énekes társaságában az Evita világpremierjén. (The Ritz-Carlton, Los Angeles)

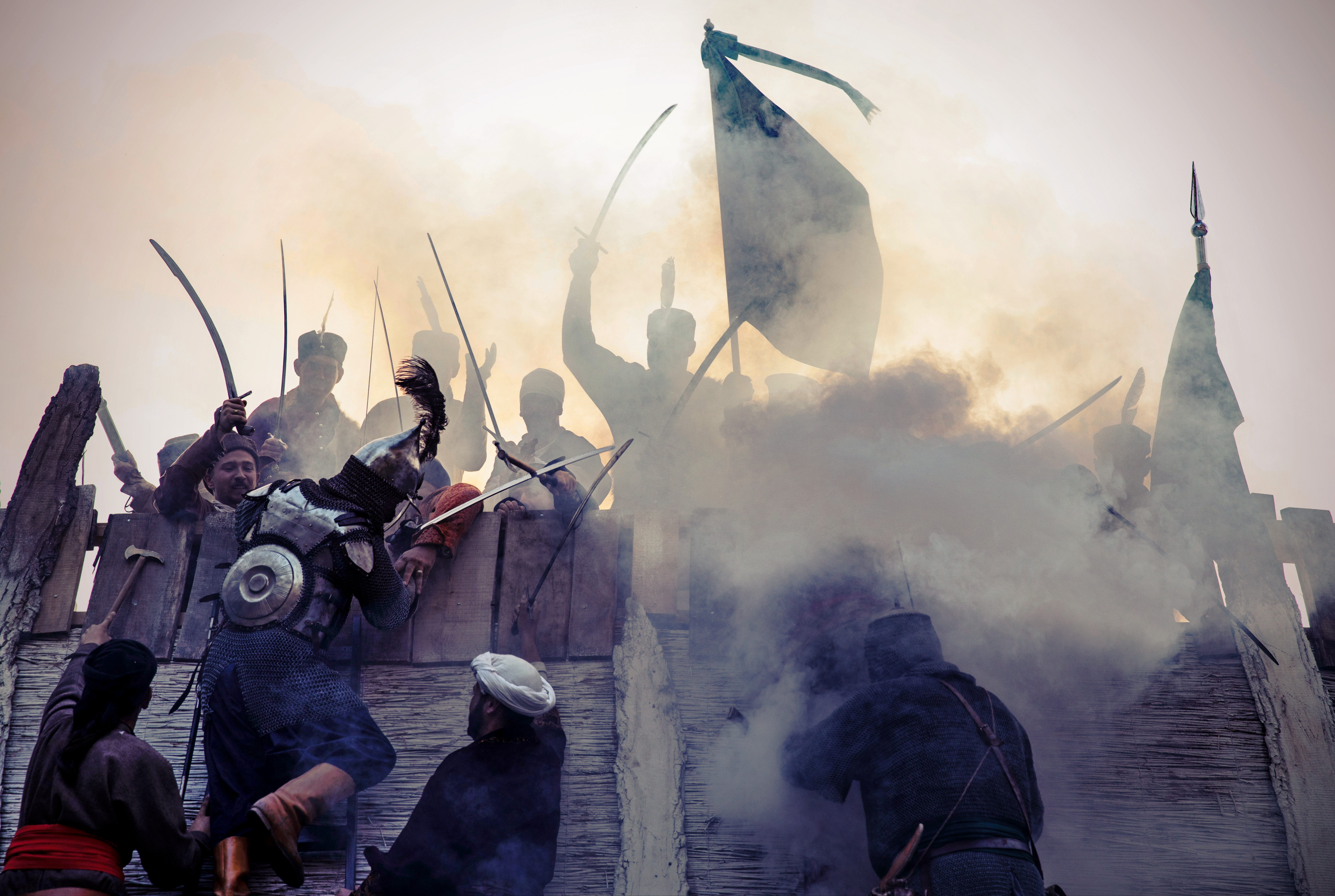
Ostromjelenet A régi fény ragyogjon – Szigetvár 1566 című filmből. Rendező, producer: Gerebics Sándor

Exkluzív Madonna TV interjú az Evita világpremiején.(Shrine Auditorium, Los Angeles) Operatőr: Tokaji Zoltán

## Pályafutása
Főiskolai tanulmányai befejezése után rendezőasszisztens volt a Magyar Televíziónál és MAFILM koprodukcióknál. Még főiskolásként dolgozott a Madách Színházban és a Madách Kamarában. Rendezőként a Visszaúton (Am Rückweg) című, súlyos társadalmi problémákról szóló dokumentumfilmmel debütált (egy Németországban működő, művészeti terápiát alkalmazó, Európa-hírű drog rehabilitációs közösség belső életét mutatta be.
Öt évvel később visszatért stábjával a kommunába. Ekkor született a Visszaúton 2 (Am Rückweg 2), amivel az Európa Tanács és az UNESCO rangos kitüntetését kapta. Munkáját szabadúszó filmrendezőként, televíziós rendező-szerkesztőként, riporterként folytatta elsősorban Magyarországon, később külföldön is. Mindeközben önálló műsoraival a Danubius Rádió műsorvezető-szerkesztője lett. 1994-ben megalapította első produkciós cégét. 

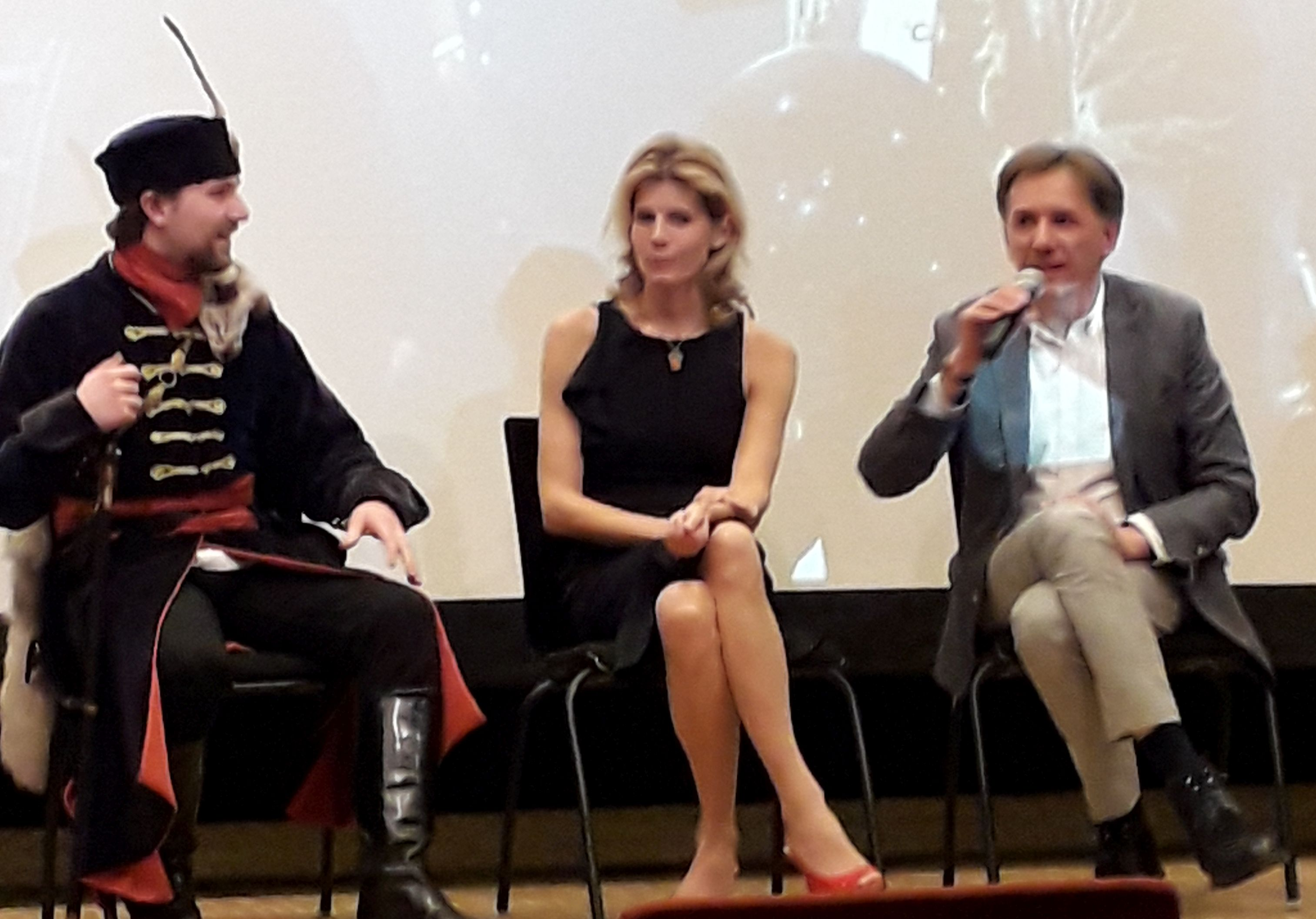
Filmbemutató a pécsi Zsolnay Kulturális Negyed Liszt Ferenc Hangversenytermében (Kovács Bálint, Hegyi Réka, Gerebics Sándor)

Frank Zappa a főszereplője Zappapest című kultfilmjének, mely újabb nemzetközi elismerést is hozott.. (Az USA-ban máig tisztázatlan körülmények között, bootleg kiadványként is megjelentették.) Ez a film indította el a rendkívül sikeres televíziós One-on-One interjú sorozatát világsztárokkal, ismert művészekkel, közéleti szereplőkkel, valamint hazai hírességekkel[forrás?]. Meghatározó televíziós műsorok[pontosabban?], exkluzív filmfesztivál tudósítások[forrás?] (Festival de Cannes sorozat, Velencei Nemzetközi Filmfesztivál) és világpremierek[forrás?] (mint az Evita világpremier, Los Angeles), különféle fesztiválok- és egyéb kulturális események[forrás?], kiállítások művészeti vezetése[forrás?], szervezése[forrás?] köthetők nevéhez. Ezek mellett pedig különböző zsánerű filmek[forrás?], televíziós sorozatok[forrás?], színházi adaptációk[forrás?], klipek[forrás?], reklámfilmek[forrás?] is. Nagy szenvedélye az utazás. Így született az Indiai esküvő és a Közel Afrikához[forrás?]. Spanyol és argentin táncosokkal forgatta Flamentango című táncfilmjét, aminek sikere volt a táncosok körében Magyarországon[forrás?] és külföldön[forrás?] egyaránt. Több országban megjelent DVD-n[forrás?].
Szőcs Géza kormánybiztos felkérésére készített, három magyar sikertörténetet feldolgozó filmjével[forrás?] nagy sikerrel[forrás?] szerepelt a milánói világkiállításon (Expo Milano 2015). 2017 szeptemberében kezdte el forgatni, majd 2019-ben bemutatni a Gróf Zrínyi Miklós és szigetvári bajtársai hősies történetét feldolgozó dokudrámáját, A régi fény ragyogjon − Szigetvár 1566 címmel[forrás?]. A film bejárta az országot[forrás?], de szép sikereket könyvelhetett el Zágrábban, Los Angelesben és Szabadkán is[forrás?]. 

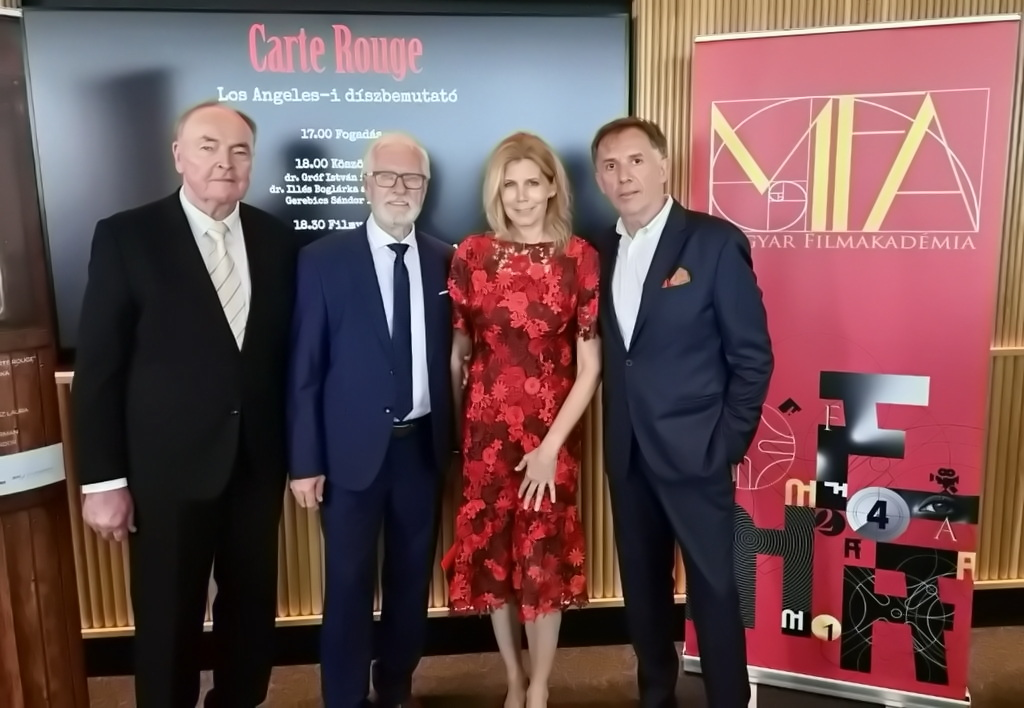
Carte Rouge díszbemutató Los Angelesben (Meryl Streep Center for Performing Artists, 2025. május 31.) - Szalóczy Pál, Auerbach István, Hegyi Réka és Gerebics Sándor

2021-ben újra zenészekkel dolgozott. Számos hazai rocklegenda közreműködésével készült el a billentyűs-zeneszerző Papp Gyula életművét feldolgozó koncertfilmje[forrás?], Generációk közt címmel, amit 2022 márciusában mutatták be idehaza, majd júniusban Los Angelesben[forrás?]. 2023 novemberében készült el Carte Rouge című dokumentum-játékfilmje. Rögtön két sikeres díszbemutató vezette be. Az első a Klebelsberg Kastélyban, ahol több jelenetet forgattak a filmhez, míg a második a Cinema MOM-ban. A végleges változat hivatalos bemutatója szintén a Cinema MOM-ban volt 2024.április 10-én. A filmet 2024. április 11-én mutatták be a mozik, 6 és fél hónapig volt műsoron. 2024 augusztusában két szakmai díjat kapott a XIV. Bujtor István Filmfesztiválon: Szalóczy Pál a legjobb forgatókönyvért, Reviczky Gábor a legkifejezőbb drámai hangért. Bemutatták Erdélyben, a Felvidéken, Madridban és Florida több városában. Ezeket újabb bemutatók követték: 2025 májusában Los Angeles, majd Freiburg, Bázel és Párizs. A Magyar Filmakadémia alapítótagja, 2023 októberétől elnökségi tagja. Egy gyermek apja. Fia, Gerebics Sándor Gábor, a Liszt Ferenc Zeneművészeti Egyetemen diplomázott 2024-ben. 

## Fontosabb filmjei (rendező, producer)
- Visszaúton (Am Rückweg)
- Toledo
- Festival Rézonances (Performance film) https://youtu.be/c7RUAB-fWBU
- ZAPPApest (Frank Zappa, Gail Zappa, Richard Rifkin) https://youtu.be/dS1Zv-zP-lo
- A Rocky Horror Show Budapesten (Richard O’Brien, Christopher Malcolm, Richard Rifkin) (osztrák-brit-magyar koprodukció) https://youtu.be/fs1KVkt8iP4
- Sappho szerelmei
- A szárnyalás jövője
- A show megy tovább
- Beregi ünnep
- Színház a pincében
- Johnnie Walker Live (Legends of Jazz & Blues)
- Visszaúton 2 (Am Rückweg 2)
- The Red Star Omega
- People In Room № 8 (Leslie Mandoki koprodukció)
- Indiai esküvő (Wedding In India)
- Film és ecset
- Tr3s Lunas – Mike Oldfield portréfilm
- Közel Afrikához (Close To Africa) https://youtu.be/xqPXBv6gQQU
- All That Umbria Jazz – Paolo Fazioli, Kárászy Szilvia, Chic Corea, Larry Willis, Marcus Miller (olasz-magyar koprodukció)
- Flamentango – Compañía María Serrano (spanyol-argentin-magyar koprodukció, DVD kiadás) https://youtu.be/lFxiNxUyhGU
- Die Gute Zeit (német-brit-magyar koprodukció)
- Városfilm, koncerttel (Szakcsi Lakatos Béla, Kathy Horváth Lajos)
- Nicolas Schöffer rendkívüli világa (Extraordinary World of Nicolas Schöffer) (EXPO Milano 2015) https://youtu.be/xHQV2ZrMIow Nicolas Schöffer#cite ref-Gerebics 17-0
- Időn túli hangzás (Sound Beyond Time) (EXPO Milano 2015) https://youtu.be/bAQpY_sZxsE https://youtu.be/V0SqLbXPmaQ
- Adj nekem egy Bírót! (Give Me a Biro!) (EXPO Milano 2015 https://youtu.be/pbC-9j-72Nc
- A régi fény ragyogjon – Szigetvár 1566 (történelmi dokudráma) https://youtu.be/2yHtNq5x1XU https://www.imdb.com/title/tt11271792/ ri-hosies-kitoreserol/
- Generációk közt − Papp Gyula 70. koncertfilm
- Carte Rouge (dokumentum-játékfilm) Hivatalos mozielőzetes: https://youtu.be/8rMHVhG_2Rk

## TV sorozat (rendező, producer)
- Valaki mondja meg! (MTV) https://youtu.be/qi0MGta2cjs
- Villanás (MTV)
- Festival de Cannes 1996-2012 (MTV)
- Szeress most! (RTL Klub) Gyártó: Magyar Grundy UFA Kft.

## Magazinműsor
- Meghívó nélkül (MTV) Főszerkesztő: Bogyay Katalin
- Exkluzív (MTV) Főszerkesztő: Vinkó József
- Hello, Világ! (MTV) Főszerkesztő: Vinkó József
- Apropó (MTV) Főszerkesztő: Kepes András
- Tonik (MTV)
- Jó reggelt, Magyarország! (TV2) Főszerkesztő: Vinkó József
- Villanás (MTV, saját gyártású és szerkesztésű műsor)

## Színházi adaptáció (rendező)
- Alulról az ibolyát! (R.: Schilling Árpád, Katona József Színház
- Yvonne, burgundi hercegnő (R.: Zsámbéki Gábor, Katona József Színház
- Requiem – Cameri Theatre (Izrael), Európai Színházak Uniója, 9. Nemzetközi Fesztivál
- Flamentango című táncfilm − Compañía María Serrano világpremier, Budapesti Tavaszi Fesztivál

## One-on-One sztárinterjú (kivonatos lista)
Madonna, Antonio Banderas, Jonathan Pryce, Alan Parker, Sir Andrew Lloyd Webber, Glenn Close, Joe Eszterhas, Victoria Sus, Andrew G.Vajna, Paula Abdul, Grace Jones,Tippi Hedren, Frank Zappa, Carlos Santana, José Cura, Chris Rea, Al Jarreau, Sir Yehudi Menuhin, The Guitar Trio: Al Di Meola, Paco de Lucía és John McLaughlin, Sir Peter Ustinov, Jon Bon Jovi, Alphaville, Kiss, Deep Forest, Modern Talking, Jack Nicholson, Salma Hayek, Mark Knopfler, Michael Douglas, Tina Turner, Don Johnson, Roland Joffé, Gipsy Kings, Jean-Paul Belmondo, Alice Cooper, Supertramp, Emerson, Lake & Palmer, Jean Michel Jarre, Mel Gibson, Mariah Carey, a Blues Brothers 2000 című film szereplői, Pat Metheny, Chic Corea, Marcus Miller, Wim Wenders, Paolo Fazioli, Vittorio Storaro, Larry Willis, Mike Oldfield, Barry White, Lars von Trier, Jean-Marc Barr, Roy Disney, Patrice Leconte, Yello, Vladimir Cosma, Supertramp, Robert Duvall, Małgorzata Foremniak, Catherine Deneuve, Gérard Depardieu, Joe Zawinul, Jean-Pierre Jeunet, Gaspar Noé, Michelle Yeoh, The Rolling Stones.

## Klipek (rendező, producer)
Frank Zappa (USA) – Zappapest promo, Deborah Henson-Conant (USA), Chelsea (USA), Bang-Bang, Unisex, Török Ádám, Skorpió, Slamó, MB (Németország), Groovehouse, Skyland, Komár László, Generál, Delhusa, Koncz Zsuzsa, The Rocky Horror Company (UK), Ötvös Bea, Aradszky László, Orsi, VIP, Cserháti Zsuzsa, Mini, Kiwi, Ízis, Lynda, Blackjack, L. L. Junior, Kamikaze, Kovács Nóri 

## Reklámfilmek (rendezés, társproducer)
- Don’t Touch My Clothes! (Knock Out series)
- Feel A Little More promoting FILA (Best commercial in Germany) Roman Kuhn Filmproduktion, München
- Skála sorozat
- Parragh Enteriőr
- Cerruti 1881 (magyarországi forgalmazásban)
- Lineaflex
- MEDICONTUR Esthetics
- Montegrappa – The Alchemist by Paolo Coelho premier
- TOYO Tyres (angol-spanyol-magyar koprodukció)

## Rádiós műsorvezető-szerkesztő
- RockÓriások, heti zenés műsor, Danubius Rádió
- Kép-Zene, heti zenés műsor, Danubius Rádió
- Frappé, heti kulturális műsor, Rádió Bézs
- Frappuccino, heti kulturális műsor, Rádió Bézs

## Fesztivál, kiemelt premier, fotókiállítás
- MTV Klipfesztivál döntőse − Bang Bang: Ő még csak most 14 https://youtu.be/1v02rjgUDH8
- Visszaúton (Am Rückweg) − Melchiorsgrund, Németország
- Visszaúton 2 (Am Rückweg 2) − Európai Tanács-UNESCO kitüntetése, PHARE program médiakonferencia, Szófia
- Közel Afrikához − 37. Magyar Filmszemle, Aranyszem Fesztivál, országos bemutató
- Flamentango − világpremier (Budapesti Tavaszi Fesztivál), XIII Bienal de Flamenco de Sevilla, Barcelona kiállítás a Nemzeti Táncszínházban
- Zappapest − II. Romani Film Fest (Budapest), Film és zene Fesztivál (Budapest, Tabán Mozi)
- Flamentango − V. Romani Film Fest (2014, Budapest)
- Adj nekem egy Bírót, Nicolas Schöffer rendkívüli világa, Időn túli hangzás − Expo Milano 2015, 2. Magyar Filmhét, Hungarian Culture Days (Dublin)
- A régi fény ragyogjon − Szigetvár 1566 − országos bemutatóturné, MTA, 5. Magyar Filmhét, Zágráb, Los Angeles (Royce Hall, UCLA), Szabadka
- Régi és új Óbudánk − Budapest
- Védjük, hogy unokáink is lássák − Ernst Múzeum, Budapest
- Hommage à Rolling Stones − Erdész Galéria és Design, Szentendre